# Prunus guanaiensis
Prunus guanaiensis là loài thực vật có hoa trong họ Hoa hồng. Loài này được Rusby miêu tả khoa học đầu tiên năm 1896.